# Hipodrom Vincennes

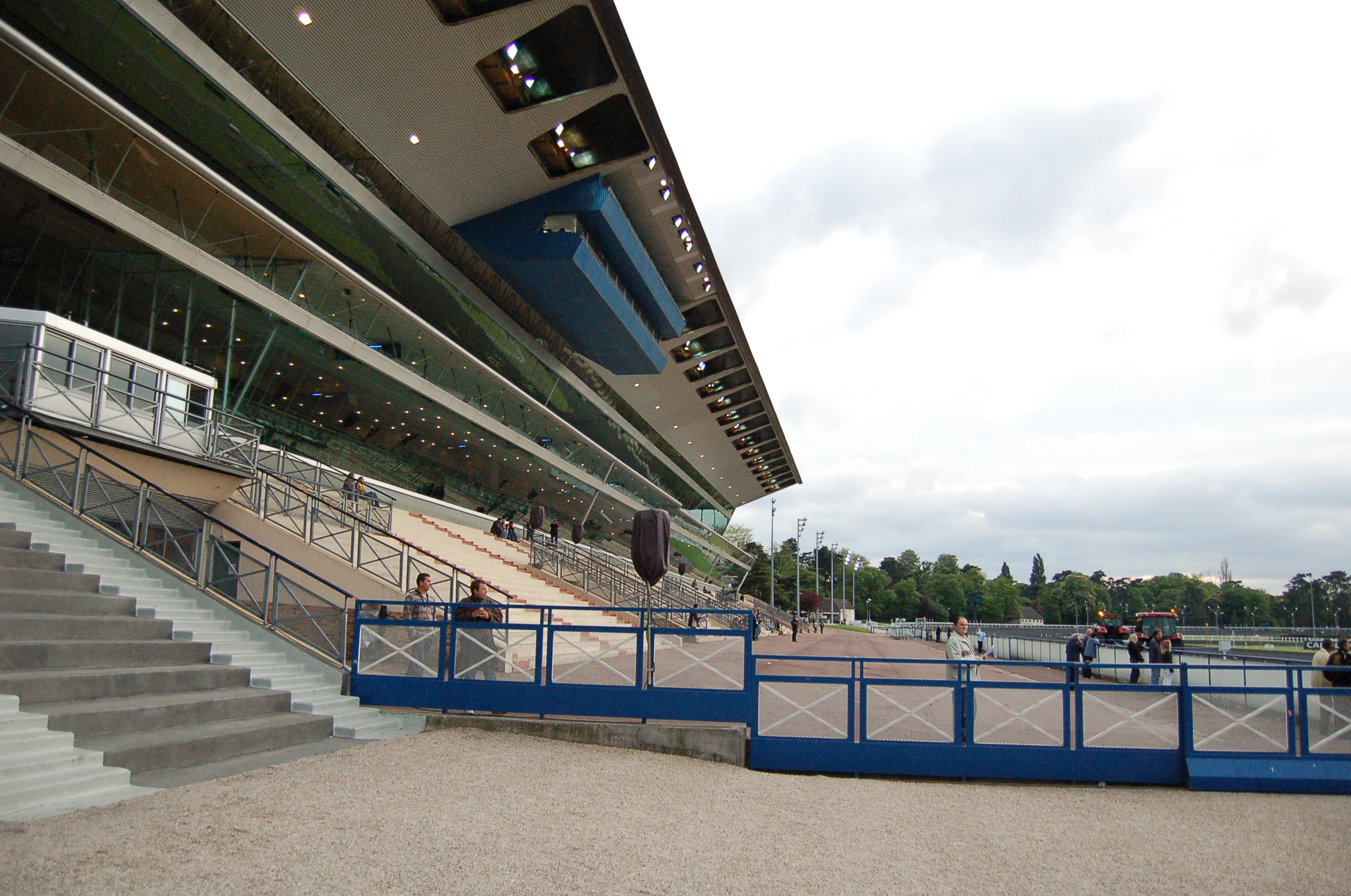
Tribuny na závodišti

Hipodrom Vincennes je dostihové závodiště v Paříži. Leží ve 12. obvodu na jihovýchodním okraji Vincenneského lesíka, od něhož je odvozen jeho název. Hipodrom byl založen v roce 1863. Jeho hlavní cenou je Prix d'Amérique. Konají se zde klusácké dostihy v sulkách a dostihy klusáků pod sedlem (monté dostihy) . Každoročně zde proběhne 153 dostihových dní a 1255 dostihů.

## Historie
Závodiště bylo otevřeno 29. března 1863 při steeplechase za účasti více než 100 000 diváků. Během prusko-francouzské války 1870-1871 byl hipodrom velmi poškozen a po válce byl renovován. Od roku 1920 se jezdí hlavní závod Prix d'Amérique. Překážkové dráhy zmizely z programu v roce 1934.
20. června 1952 se konaly první noční závody z podnětu Reného Ballièra. Závod nyní nese jeho jméno Prix René Ballière. V období 1976-1983 byly tribuny a stáje renovovány.

## Další aktivity
Na hipodromu se v létě konají koncerty. Vystoupili zde např. Queen, U2, Bruce Springsteen, Michael Jackson, Genesis, Guns N' Roses, Soundgarden a také se zde koná festival Monsters of Rock, který navštěvuje 50-70 000 diváků.